# Шиндлер, Камилл Гаврилович
Камилл Гаврилович Шиндлер (1869—1940) — специалист по сельскохозяйственному машиностроению, профессор Киевского политехнического института.

## Биография
Окончил тверское реальное училище (1887) и инженерно-механическое отделение Московского технического училища (1893). Министерством земледелия и государственных имуществ был командирован в Германию, Францию, Англию и США с целью изучения земледельческого машиностроения (1896–1897). 
Предложил систему переподготовки кадров путем создания специальных институтов для лиц, которые имеют высшее инженерное или сельскохозяйственное образование. Внес значительный вклад в теорию деформации почвы плугом в процессе пахоты. Первым на Украине (1899) возглавил кафедру, на которой читал курс сельскохозяйственного машиностроения. Первым в мировой практике подготовил и издал в 1902 году фундаментальную работу — атлас «Машины и орудия современного сельского хозяйства». Под его руководством созданы сельскохозяйственные станции в Елисаветграде, Ростове-на-Дону.
Заведующий кафедрой сельскохозяйственных машин в Московском сельскохозяйственном институте (1893—1896). Работает в Харьковском технологическом институте (1898—1899). Экстраординарный профессор по кафедре прикладной механики  (1899–1911), декан сельскохозяйственного, механического отделений Киевского политехнического института (1905—1911). Был уволен с должности декана за несогласие с дискриминационной политикой приема студентов в институт (1911).
Директор правления фирмы «Работник» (1911–1916). Работал в Московском Народном банке по организации и ведению снабжения кооперативов средствами и орудиями сельскохозяйственной промышленности (1917–1921). 
Покинул Россию (1919). До 1921 жил преимущественно в Лондоне (Великобритания). Уполномоченный Всероссийского закупочного союза сельскохозяйственной кооперации, директор британской компании. Переехал в Чехословакию (1921). Профессор, декан Русского института сельскохозяйственной кооперации. Декан агрономической и лесной секции Комитета по обеспечению образования русских студентов. Член-корреспондент Русского экономического общества в Лондоне. Член правления Русской академической группы, Союза агрономов и союза «Русский земледелец», Общества русских инженеров и техников в Чехословакии. Профессор Подебрадской украинской хозяйственной академии по кафедре сельскохозяйственного машиностроения.
Похоронен на Ольшанском кладбище в Праге.

### Избранные работы
- Земледельческие орудия и машины (Москва, 1897–1898)
- Основы машиноведения: Введение к курсу «Учение о земледельческих машинах и орудиях» (Киев, 1902)
- Учение о земледельческих машинах и орудиях (Киев, 1901–1902)
- Машины-орудия современного сельского хозяйства (Киев, 1904).